# ليف ل. سبيرو
ليف ل. سبيرو (بالإنجليزية: Lev L. Spiro)‏ (و. م) هو مخرج أفلام، ومخرج تلفزيوني، وكاتب سيناريو أمريكي، ولد في الولايات المتحدة، بدأ مشواره المهني سنة 1994.

## التعليم
تعلم في جامعة ويسكونسن-ماديسون، وتعلم في جامعة تكساس في أوستن
.

## وصلات خارجية
- ليف ل. سبيرو على موقع IMDb (الإنجليزية)
- ليف ل. سبيرو على موقع ألو سيني (الفرنسية)
- ليف ل. سبيرو على موقع أول موفي (الإنجليزية)
- ليف ل. سبيرو على موقع قاعدة بيانات الأفلام السويدية (السويدية)
- ليف ل. سبيرو على موقع قاعدة بيانات الفيلم (الإنجليزية)
- ليف ل. سبيرو على موقع كينوبويسك (الروسية)